# Val do Dubra
Val do Dubra är en kommun i Spanien. Den ligger i provinsen A Coruña i den autonoma regionen Galicien i nordvästra delen av landet, 500 km väster om huvudstaden Madrid. Antalet invånare är 3 734 (2024). Arean är 108,64 kvadratkilometer. Val do Dubra gränsar till Santiago de Compostela, Ames, A Baña, Santa Comba, Tordoia och Trazo. 